# 1722年イギリス総選挙
1722年イギリス総選挙（英語: British general election, 1722）は、第6期グレートブリテン議会の庶民院議員を選出するために行われた選挙。

## 選挙の形勢
グレートブリテン議会は1707年にイングランド議会とスコットランド議会が合同したときに成立し、1716年七年議会法により1694年三年議会法が廃止された後は選挙が7年毎に行われた。前回の選挙が1715年に行われたため、次の選挙は同法に基づき1722年に行われた。
当時の選挙としては珍しく、半分以上の選挙区が無投票にならず選挙戦が戦われた。しかし、ホイッグ党が政府をほぼすべて掌握している状態であり、首相ロバート・ウォルポールは選挙後援をほぼ独占することができた。そのため、政府の支持度が下がった状態でも議席数を増やせたのであった。
選挙のさなか、フランス王国からジャコバイトのクーデター陰謀の知らせが届いた。ロチェスター主教フランシス・アタベリーやノースおよびグレイ男爵などトーリー党員が計画したこの陰謀は後にアタベリー陰謀事件と呼ばれた。
それまでの選挙でも不正などはあったが、少なくとも投票権を有する（少数の）成人男性の意向を大まかに反映していた。しかし、ホイッグ党の一党優位が成立した以上、ホイッグ党は系統的な選挙不正で勝ち続けることができた。このパターンは18世紀を通して続き、ホイッグ党の寡頭政治が続くなかで党派心が薄れると、選挙不正はさらに容易に行われた。

## 区割り
グレートブリテン議会が存在した全期間を通して、区割りが変更されることはなかった。

## 選挙の日付
総選挙は1722年3月19日から5月9日まで行われた。この時代の選挙は全ての選挙区で同時に行われず、各バラや郡でバラバラに行われた（ハスティングも参照）。